# Mangigaddi, Raichur
Mangigaddi là một làng thuộc tehsil Raichur, huyện Raichur, bang Karnataka, Ấn Độ.